# Munte (Bremen)
Munte ist eine Ortslage in Bremen im äußersten Norden des Stadtteils Schwachhausen.
Der Name Munte wurde 1410 erstmals schriftlich erwähnt als „des muntes kamp“ – also ein Landstück, das dem Bremer Münzmeister gehörte.
Der Hof Munte lag am Kuhgraben auf halber Strecke von Bremen nach Kuhsiel. Um 1860 wurde der Kuhgraben auch als „Munte Torf Kanal“ bezeichnet.
Durch den Bau der 1874 eröffneten Eisenbahnlinie nach Hamburg wurde der Kuhgraben geteilt. Der südliche Teil wurde 1888 zugeschüttet und an dessen Stelle des schmalen Kuhgrabenweges die breite Parkallee angelegt. Am Ende der Parkallee entstand ein doppelter Bahnübergang: der westlich des Kuhgrabens führte zum Kuhgrabenweg, der östliche zu einer Parallelstraße über den zum Hof Munte. Letztere heißt seit spätestens 1910 Zur Munte.
Begünstigt durch die besondere Lage als letztes Haus vor einer weitläufigen Wiesenlandschaft entwickelte sich der Hof Munte zu einem beliebten Ausflugslokal, das schon 1903 bestand. 1940 gab es auch eine Wassersportvereinigung, später kam auch ein Hotel hinzu.
Von 1938 bis 1954 war Munte ein Haltepunkt der Kleinbahn Bremen–Tarmstedt, volkstümlich „Jan Reiners“ genannt. Die Kleinbahn fuhr hier parallel zur Eisenbahn nach Hamburg und wurde 1954 eingestellt. 
1949 richtete die Bremer Straßenbahn die Buslinie 22 (Munte-Hohwisch) ein, wodurch die Munte auch an den Bremer Nahverkehr angebunden wurde. Das Lokal, damals „Tappe's Kaffeehaus“ genannt, wurde eines der beliebtesten Ausflugslokale Bremens.
Durch den Bau der Universität Bremen ging das freie Hinterland verloren. Um 1970 wurde ein weiteres Stück des Kuhgrabens, nämlich das im Brerich Munte, ebenfalls zugeschüttet und die Parkallee 1972 verlängert. Der Bahnübergang wurde durch eine breite und tiefe Unterführung ersetzt, die Straße Zur Munte verlor ihre alten Anbindungen und erhielt eine neue Zufahrt in der weitläufigen Kurve zur Universitätsallee.
Das Ausflugslokal, zuletzt „Kaffeehaus Munte I“, geriet in Randlage. Es brannte 1972 ab. In den folgenden Jahrzehnten wurde stattdessen das Hotel, ehemals „Munte II“, zu einem großen Wellness-Hotel „Munte am Stadtwald“ mit Sportanlage ausgebaut. Die Bedeutung des Namens „Munte“ als Ortslage ging hingegen zurück. Auf der Buslinie 22, längst zur Universität verlängert, gibt es zwischen den Wohnvierteln Schwachhausens und dem Universitätsviertel die Haltestelle Munte in der Nähe der ehemaligen Endstelle.